# بسام علواني
بسام علواني (15 أبريل 1967-)، شاعر سوريّ يُعنى بالوطن والحب والإنسان. ومؤخرًا بالموت.

## حياته
ولد الشاعر بسام علواني في مدينة حماة إحدى المحافظات السورية 1967، درس في مدارسها، ثم التحق بجامعة دمشق كلية الآداب والعلوم الإنسانية قسم الأدب العربي وتخرج فيها 1991، ثم حاز دبلوماً في التأهيل التربوي 1993، عمل كمدرس للغة العربية في مدارس حماة وريفها وفي مدارس دار العلوم في جدة في المملكة العربية السعودية (1998-2000)، ثم مدرساً في مدارس قطر (2000-2010)، وكبير اختصاصيي تقييم مادة في وزارة التعليم والتعليم العالي في دولة قطر 2011 ومازال يعمل باختصاصه حتى الآن.

## السيرة الأدبية
- عضو اتحاد الكتاب العرب/ سورية.
- عضو جمعية الشعر السورية.
- عضو مؤسس في جماعة «قلق» الشعرية.
- شارك في العديد من المهرجانات والملتقيات والأمسيات الشعرية منها:

1. ملتقى صنعاء للشعر الجديد 2007.
2. قطر عاصمة الثقافة العربية 2010.
3. مهرجان الزرقاء الدولي الأول للشعر 2015.

- أعدت الباحثة البلجيكية كاترين فان بي دراسة عن الغموض في شعره.
- شرف بضمه إلى معجم البابطين للشعراء العرب المعاصرين.
- شرف بضمه إلى معجم شعراء التسعينيات في بلاد الشام.
- تُرجمت مجموعة من قصائدة إلى اللغتين الإنجليزية والإيطالبية.
- نشر قصائده في دوريات أديبة محليه وعربية ورقية وإلكترونية.

## حاز جوائز عدة منها
- جائزة أفضل نشيد وطني ملحن / المركز الأول/ 1993م.
- جائزة أفضل موشح ملحن / المركز الأول/ 1993م.
- جائزة اتحاد الكتاب العرب / فرع حماة/ المركز الأول/ 1994م.
- جائزة مجلة الثقافة الشعرية /المركز الأول/ 1996م.

## إصداراته
- آخر الرؤيا 1997م.
- وتدخل الشمس أوردة الصقيع 1998م.
- دم لباب الذاكرة 2003م.
- ينهض في يديه النهر 2007م. دار علاء الدين للنشر والتوزيع في دمشق.[2][3]
- ضفتان وأخطو 2009.
- كأن الريح «مشتركة مع جماعة قلق» 2009.
- لعلي أنا (الأعمال الشعرية غير الكاملة المجلد الأول) 2016.
- قارئ الشرفات 2016.[4]